# Efferia exacta
Efferia exacta är en tvåvingeart som beskrevs av Scarbrough och Perez-gelabert 2009. Efferia exacta ingår i släktet Efferia och familjen rovflugor. Inga underarter finns listade i Catalogue of Life.